# Leichtathletik-Halleneuropameisterschaften 2017/Teilnehmer (Slowakei)
| Gelbes Symbol für Goldmedaillen mit stilisierten Olympischen Ringen | Graues Symbol für Silbermedaillen mit stilisierten Olympischen Ringen | Braundes Symbol für Bronzemedaillen mit stilisierten Olympischen Ringen |
| ------------------------------------------------------------------- | --------------------------------------------------------------------- | ----------------------------------------------------------------------- |
| —                                                                   | 1                                                                     | —                                                                       |

Aus der Slowakei starteten sieben Athletinnen und acht Athleten bei den Leichtathletik-Halleneuropameisterschaften 2017 in Belgrad, die eine Silbermedaille errangen sowie drei Landesrekorde aufstellten, davon zwei gleich hintereinander.
Der slowakische Leichtathletikverband Slovenský Atletický Zväz (SAZ) hatte am 23. Februar die 15-köpfige Auswahl bekannt gegeben, nachdem der Europäische Leichtathletikverband (EAA) auch die Teilnahme der Mehrkämpferin Lucia Slaničková bestätigt hatte. Es war die zweitgrößte slowakische Mannschaft, die bis dato zu einer Hallen-EM entsandt wurde.

## Ergebnisse

### Frauen

#### Laufdisziplinen
| Athletin             | Disziplin   | Vorlauf        | Vorlauf | Halbfinale         | Halbfinale         | Finale             | Finale             |
| Athletin             | Disziplin   | Zeit           | Platz   | Zeit               | Platz              | Zeit               | Platz              |
| -------------------- | ----------- | -------------- | ------- | ------------------ | ------------------ | ------------------ | ------------------ |
| Alexandra Bezeková   | 60 m        | 7,49 s SB      | 25      | nicht qualifiziert | nicht qualifiziert | nicht qualifiziert | nicht qualifiziert |
| Iveta Putalová       | 400 m       | 53,52 s        | 6       | 53,14 s            | 9                  | nicht qualifiziert | nicht qualifiziert |
| Alexandra Štuková    | 800 m       | 2:04,46 min PB | 6       | 2:07,47 min        | 11                 | nicht qualifiziert | nicht qualifiziert |
| Stanislava Lajčáková | 60 m Hürden | 8,36 s         | 21      | nicht qualifiziert | nicht qualifiziert | nicht qualifiziert | nicht qualifiziert |

#### Sprung/Wurf
| Athletin       | Disziplin  | Qualifikation | Qualifikation | Finale             | Finale             |
| Athletin       | Disziplin  | Weite         | Platz         | Weite              | Platz              |
| -------------- | ---------- | ------------- | ------------- | ------------------ | ------------------ |
| Jana Velďáková | Weitsprung | 6,34 m SB     | 12            | nicht qualifiziert | nicht qualifiziert |
| Dana Velďáková | Dreisprung | 13,72 m SB    | 12            | nicht qualifiziert | nicht qualifiziert |

#### Fünfkampf
| Athletin         | Disziplin | 60 m Hürden | Hochsprung | Kugelstoßen | Weitsprung | 800 m          | Punkte | Platz |
| ---------------- | --------- | ----------- | ---------- | ----------- | ---------- | -------------- | ------ | ----- |
| Lucia Slaničková | Ergebnis  | 8,60 s PB   | 1,78 m PB  | 11,30 m PB  | 6,35 m PB  | 2:15,40 min PB | 4409   | 9     |
| Lucia Slaničková | Punkte    | 995         | 953        | 615         | 959        | 887            | 4409   | 9     |

### Männer

#### Laufdisziplinen
| Athlet       | Disziplin | Vorlauf     | Vorlauf | Halbfinale         | Halbfinale         | Finale             | Finale             |
| Athlet       | Disziplin | Zeit        | Platz   | Zeit               | Platz              | Zeit               | Platz              |
| ------------ | --------- | ----------- | ------- | ------------------ | ------------------ | ------------------ | ------------------ |
| Ján Volko    | 60 m      | 6,68 s      | 5       | 6,62 s             | 3                  | 6,58 s             | Silber             |
| Denis Danáč  | 400 m     | 48,02 s     | 19      | nicht qualifiziert | nicht qualifiziert | nicht qualifiziert | nicht qualifiziert |
| Jozef Repčík | 800 m     | 1:52,62 min | 22      | nicht qualifiziert | nicht qualifiziert | nicht qualifiziert | nicht qualifiziert |
| Matúš Talán  | 800 m     | 1:57,83 min | 24      | nicht qualifiziert | nicht qualifiziert | nicht qualifiziert | nicht qualifiziert |

#### Sprung/Wurf
| Athlet         | Disziplin   | Qualifikation | Qualifikation | Finale             | Finale             |
| Athlet         | Disziplin   | Höhe/Weite    | Platz         | Höhe/Weite         | Platz              |
| -------------- | ----------- | ------------- | ------------- | ------------------ | ------------------ |
| Lukáš Beer     | Hochsprung  | 2,21 m        | 11            | nicht qualifiziert | nicht qualifiziert |
| Matúš Bubeník  | Hochsprung  | 2,28 m SB     | 5             | 2,27 m             | 5                  |
| Tomáš Veszelka | Dreisprung  | 16,34 m       | 13            | nicht qualifiziert | nicht qualifiziert |
| Matúš Olej     | Kugelstoßen | 18,21 m       | 23            | nicht qualifiziert | nicht qualifiziert |